# Лідія Ісак
Лідія Ісак (рум. Lidia Isac; 27 березня 1993) — молдовська співачка. Представляла Молдову на Пісенному конкурсі Євробачення 2016 із піснею «Falling Stars».